# Вальсинни
Вальсинни (итал. Valsinni) — коммуна в Италии, расположена в регионе Базиликата, подчиняется административному центру Матера.
Население составляет 1794 человека, плотность населения составляет 58 чел./км². Занимает площадь 31 км². Почтовый индекс — 75029. Телефонный код — 0835.
Покровителями коммуны почитаются Пресвятая Богородица (Madonna del Carmine) и святой Фабиан, папа Римский,
празднование 10 мая и 21 июля.